# サレマ (小惑星)
ザレマ (1012 Sarema) は小惑星帯にある小惑星。カール・ラインムートがハイデルベルクのケーニッヒシュトゥール天文台で発見した。
アレクサンドル・プーシキンの叙事詩で、アレクサンダー・フォン・ツェムリンスキーによってオペラ化された『バフチサライの泉』の登場人物、ザレマ (Sarema) に因んで名付けられた。